# Velika nagrada Neaplja 1961
Velika nagrada Neaplja 1961 je bila deseta neprvenstvena dirka Formule 1 v sezoni 1961. Odvijala se je 14. maja 1961 na dirkališču Posillipo v Neapelju. Zmagal je Giancarlo Baghetti, Ferrari, drugo mesto je osvojil Gerry Ashmore, Lotus-Climax, tretji pa je bil Lorenzo Bandini, Cooper-Maserati.

## Rezultati

### Kvalifikacije
| Poz | Št | Dirkač              | Konstruktor        | Čas    | Zaostanek |
| --- | -- | ------------------- | ------------------ | ------ | --------- |
| 1   | 10 | Gerry Ashmore       | Lotus-Climax       | 1:21,3 | —         |
| 2   | 18 | Roy Salvadori       | Cooper-Climax      | 1:21,3 | +0,0      |
| 3   | 32 | Giancarlo Baghetti  | Ferrari            | 1:21,9 | +0,6      |
| 4   | 34 | Lorenzo Bandini     | Cooper-Maserati    | 1:22,5 | +1,2      |
| 5   | 30 | Ian Burgess         | Lotus-Climax       | 1:22,7 | +1,4      |
| 6   | 40 | Ernesto Prinoth     | Lotus-Climax       | 1:23,0 | +1,7      |
| 7   | 36 | Menato Boffa        | Cooper-Climax      | 1:23,2 | +1,9      |
| 8   | 22 | Giovanni Alberti    | De Tomaso-O,S,C,A, | 1:24,4 | +3,1      |
| 9   | 2  | John Campbell-Jones | Cooper-Climax      | 1:24,5 | +3,2      |
| 10  | 26 | Bernard Collomb     | Cooper-Climax      | 1:24,6 | +3,3      |
| 11  | 28 | Roberto Bussinello  | De Tomaso-O,S,C,A, | 1:25,1 | +3,8      |
| 12  | 8  | Tim Parnell         | Lotus-Climax       | 1:25,2 | +3,9      |
| 13  | 14 | Keith Greene        | Gilby-Climax       | 1:25,2 | +3,9      |
| 14  | 38 | Massimo Natili      | Cooper-Maserati    | 1:25,3 | +4,0      |
| 15  | 12 | Renato Pirocchi     | Cooper-Climax      | 1:25,8 | +4,5      |
| 16  | 6  | André Pilette       | Emeryson-Climax    | 1:27,1 | +5,8      |
| 17  | 16 | »Wal Ever«          | Cooper-O,S,C,A,    | 1:27,2 | +5,9      |
| 18  | 20 | Giuseppe Maugeri    | Cooper-Climax      | 1:27,6 | +6,3      |
| 19  | 4  | François Santé      | Cooper-Climax      | 2:22,9 | +1:01,6   |

### Dirka
| Poz | Št | Dirkač              | Moštvo                    | Konstruktor        | Krogi | Čas/Odstop | Št. m. |
| --- | -- | ------------------- | ------------------------- | ------------------ | ----- | ---------- | ------ |
| 1   | 32 | Giancarlo Baghetti  | FISA                      | Ferrari            | 60    | 1.22:46,5  | 3      |
| 2   | 10 | Gerry Ashmore       | Tim Parnell               | Lotus-Climax       | 59    | +1 krog    | 1      |
| 3   | 34 | Lorenzo Bandini     | Scuderia Centro Sud       | Cooper-Maserati    | 59    | +1 krog    | 4      |
| 4   | 30 | Ian Burgess         | Camoradi International    | Lotus-Climax       | 58    | +2 kroga   | 6      |
| 5   | 28 | Roberto Bussinello  | Isobele de Tomaso         | De Tomaso-O.S.C.A. | 56    | +4 krogi   | 11     |
| 6   | 26 | Bernard Collomb     | Bernard Collomb           | Cooper-Climax      | 56    | +4 krogi   | 10     |
| 7   | 18 | Roy Salvadori       | Yeoman Credit Racing Team | Cooper-Climax      | 56    | +4 krogi   | 2      |
| 8   | 8  | Tim Parnell         | Tim Parnell               | Lotus-Climax       | 54    | +6 krogov  | 12     |
| 9   | 40 | Ernesto Prinoth     | Scuderia Dolomiti         | Lotus-Climax       | 34    | +16 krogov | 6      |
| Ods | 22 | Giovanni Alberti    | Scuderia Settecolli       | De Tomaso-O.S.C.A. | 36    |            | 8      |
| Ods | 14 | Keith Greene        | Gilby Engineering         | Gilby-Climax       | 5     | Trčenje    | 13     |
| Ods | 36 | Menato Boffa        | Menato Boffa              | Cooper-Climax      | 5     | Trčenje    | 16     |
| Ods | 2  | John Campbell-Jones | John Campbell-Jones       | Cooper-Climax      | 1     | Vžig       | 9      |
| DNQ | 38 | Massimo Natili      | Scuderia Centro Sud       | Cooper-Maserati    |       |            | -      |
| DNQ | 12 | Renato Pirocchi     | Pescara Racing Club       | Cooper-Climax      |       |            | -      |
| DNQ | 6  | André Pilette       | Equipe Nationale Belge    | Emeryson-Climax    |       |            | -      |
| DNQ | 16 | »Wal Ever«          | »Wal Ever«                | Cooper-O.S.C.A.    |       |            | -      |
| DNQ | 20 | Giuseppe Maugeri    | Giuseppe Maugeri          | Cooper-Climax      |       |            | -      |
| DNQ | 4  | François Santé      | François Santé            | Cooper-Climax      |       |            | -      |
| WD  | 24 | André Wicky         | André Wicky               | Cooper-Climax      |       |            | -      |